# Lajos Maszlay
Lajos Maszlay (2. října 1903 – 1. prosince 1979 Budapešť, Maďarsko) byl maďarský sportovní šermíř, který kombinoval šerm fleretem a šavlí. Maďarsko reprezentoval ve třicátých, čtyřicátých a padesátých letech. Na olympijských hrách startoval v roce 1936, 1948 a 1952 v soutěži jednotlivců a družstev v šermu fleretem. V soutěži jednotlivců získal na olympijských hrách 1948 bronzovou olympijskou medaili. S maďarským družstvem fleretistů vybojoval na olympijských hrách 1952 bronzovou olympijskou medaili a v roce 1937 vybojoval s družstvem šavlistů titul mistrů světa.